# Aleiodes nigrinervis
Aleiodes nigrinervis är en stekelart som först beskrevs av Gyöö Viktor Szépligeti 1908.  Aleiodes nigrinervis ingår i släktet Aleiodes och familjen bracksteklar. Utöver nominatformen finns också underarten A. n. concolor.